# Наукова бібліотека Харківського національного технічного університету сільського господарства імені Петра Василенка
Наукова бібліотека Харківського національного технічного університету сільського господарства імені Петра Василенка (НБ ХНТУСГ) — невід’ємна частина інформаційного середовища університету, його ресурсний, комунікативний і соціально-культурний центр. Бібліотека підтримує дослідницькі та інформаційні потреби студентів, викладачів університету, має розвинену систему обслуговування; бібліотечні пункти облуговування працюють в п’яти Науково-навчальних інститутах ХНТУСГ (5 абонементів, 5 читальних залів, 162 посадкових місць для користувачів), бібліотечний фонд нараховує понад 395000 прим., у т. ч. фонд електронної бібліотеки - більше 1000 документів.

## Історія
Історія бібліотеки розпочалася разом із створенням ХНТУСГ у 1930 році (тоді - Харківський інститут сільського господарства). Перші фонди бібліотеки складалися з приватних колекцій викладачів. Гордістю бібліотеки стали підручники та навчальні посібники з теорії машин, тракторів і комбайнів, авторами яких були безпосередньо співробітники інституту - професор Пономарьов Р. Д., професор Крамаренко Л. П., професор Константинов В. А. та інші.
До 1940 року фонди налічували вже 60000 примірників. У роки окупації Харкова фашистами у другу світову війну значна частина фонду була втрачена — уціліло всього біля 20 тисяч примірників. У повоєнні роки керівництво інституту сприяло активному відновленню роботи бібліотеки, поповнюючи її фонди, збільшуючи штат працівників, укріплюючи матеріальну базу.
У 1940-х роках у бібліотеці працювало три співробітника: завідувачка бібліотеки Брон Ф. Я., бібліотекарі Гумилевська О. П., Кириченко Т. В.
Наприкінці 1940-х років обов'язки завідувача бібліотекою виконувала Колеснікова Олександра Олексіївна.
У 1945 році в бібліотеці працювало три бібліотечних працівника: завідувачка бібліотеки Степаненко В. Є., бібліотекарі Кошельна М. І., Єременко В. С.
З жовтня 1953 року функції завідувача бібліотекою виконує Царьова Лідія Іванівна. Фонди бібліотеки на початку 1950-х років нараховували 31 623 примірника, а у 1959 році — 82 240.
У 1954 році було відкрито першу факультетську бібліотеку на факультеті Електрифікації сільського господарства, що дозволило працювати з літературою безпосередньо за місцем навчання.
На початку 1960-х років фонд бібліотеки налічував понад 96 тис. примірників. У 1962 році змінюється керівництво бібліотеки, до обов'язків завідувача бібліотекою приступає Ясницька Галина Григорівна.
У 60-70 роки бібліотека активно запроваджує у практику діяльністі індивідуальне розповсюдження інформації (ІРІ), Дні інформації, Дні дипломника тощо. Серед загалу читачів бібліотеки осередком найактивніших стають провідні викладачі, вчені, заслужені діячі науки та заслужені працівники Вищої школи: Заїка П. М., Куварзін І. Н., Анілович В. Я., Рожавський С. М., Медведєв К. Ф., Ксензенко Н. І., Мазоренко Д. І. та багато інших.
Із 1973 року по 1983 рік бібліотекою керувала Баранова Катерина Василівна.
В 80-ті роки в бібліотеці вперше було запроваджено груповий метод обслуговування читачів (без запису у читацькому формулярі), що надало змогу звільнити час на оперативне обслуговування студентів І курсу. Книжковий фонд бібліотеки стрімко зростає дро 300000 примірників. 1985 рік - рік створення нового бібліотечного пункту для студентів І-ІІ курсів на територіях факультету (вул. Мироносицька, 92), а наприкінці 80-х років бібліотечні пункти були вже відкриті на усіх факультетах інституту.
У 1983 році по 2017 рік на посаді директора бібліотеки Новікова Тетяна Вікторівна. Під її керівництвом було запроваджено груповий метод обслуговування користувачів.
З 2017 року по теперішній час на посаді директора бібліотеки працює Ніколаєнко Наталія Миколаївна.
У 90-х роках бібліотека однією з перших розпочала створювати автоматизовану бібліотечну систему та власні бази даних. Бібліотека бере активну участь у роботі Асоціації сучасних інформаційно-бібліотехних технологій (м. Харків). З 2000-х років Бібліотека ХНТУСГ активно проводить наукову роботу: бере участь в нарадах, науково-практичних конференціях, налагоджує координаційні зв'язки з іншими провідними бібліотеками України та м. Харкова, у т. ч. сільськогосподарського профілю.
Сьогодні діяльність бібліотеки спрямована на підтримку навчання і наукових досліджень в ХНТУСГ шляхом формування баз даних та знань як основ системно-інтегрованого інформаційного і логістичного забезпечення освітньої та наукової діяльності і створення умов для якісного і ефективного доступу до будь-яких науково-освітніх ресурсів. Фахівці бібліотеки сприяють збереженню, популяризації наукового надбання університету, організації доступу до нього в часі і просторі.

## Фонди і колекції
Колекції бібліотеки включають: книги, електронні видання, університетських архів, а також електронні та друковані фахові, наукові збірники наукових праць і журнали.
Особлива колекція - «Літопис ХНТУСГ» (https://library.khntusg.com.ua/proekti/informaciyno-bibliografichniy-proekt/litopis-khntusg) який створений до 85-річного ювілею славетного Харківського національного технічного університету сільського господарства імені Петра Василенка. Він містить статті з фондів НБ ХНТУСГ: державних та регіональних друкованих видань, що висвітлюють розвиток і життя університету з 1997 року і понині.
Інформаційно-бібліотечні ресурси НБ повністю забезпечують навчальний і науковий процес Харківського національного технічного університету сільського господарства імені Петра Василенка і сприяють диференційованому якісному та оперативному обслуговуванню користувачів на всіх пунктах обслуговування Бібліотеки.
Фонди бібліотечного пункту обслуговування № 1 в ННІ механотроніки і систем менеджменту (МСМ) та ННІ технічного сервісу (ТС) сприяють навчанню студентів і надають дослідницьку підтримку науковцям щодо вивчення і організації досліджень з агроінженерії, альтернативної теплоенергетики, механотроніки агропромислового виробництва, інженерії виробництва та переробки продукції тваринництва, галузевого машинобудування, виробничої логістики та інженерії поверхні у технологічних системах ремонтного виробництва, проектування і технічного оснащення об'єктів агропідприємств, сервісної інженерії та контролю якості і надійності машинн, будівництва та цивільної інженерії, комп'ютерних технологій у будівництві. До послуг користувачів - абонемент та читальний зал. Бібліотечний пункт № 1 - майданчик дислокації Краєзнавчо-туристичного клубу "Патріот".
Бібліотечний пункт № 2 в ННІ переробних і харчових виробництв (ПХВ) надає ресурси і дослідницьку підтримку студенам, науковцям щодо вивчення і організації досліджень з питань харчових технологій, обладнання переробних і харчових виробництв. До послуг користувачів - абонемент та читальний зал.
Бібліотечний пункт № 3 в ННІ бізнесу та менеджменту (БМ) надає ресурси і дослідницьку підтримку студентам, науковцям щодо вивчення і організації досліджень з економіки, обліку і оподаткування, менеджменту, фінансів і банківської справи, страхування, публічного управління та адміністрування. До послуг абонемент наукової літератури, абонемент художньої літератури, читальний зал та читальний зал для науковців.
Бібліотечний пункт № 4 в ННІ енергетики та комп'ютерних технологій (ЕКТ) надає ресурси і дослідницьку підтримку студентам, науковцям щодо вивчення і організації досліджень з електроенергетики, електротехніки та електромеханіки, автоматизації та комп'ютерно-інтегрованих технологій, біомедичної інженерії та комп'ютерної інженерії. Відповідальний за організацію роботи: до послуг користувачів - абонемент. Бібліотечний пункт № 4 - майданчик дислокації читацького клубу "Слово".
Бібліотечний пункт облуговування № 5 на факультеті технологічних систем і логістики (ТСЛ) надає ресурси і дослідницьку підтримку студентам, науковцям щодо вивчення і організації досліджень з питань лісового і мисливського господарств, деревообробних та меблевих технологій, транспортної логістики і міжнародних перевезень. Відповідальний за організацію роботи: до послуг користувачів - абонемент та читальний зал.

## Структура
- Відділ обслуговування користувачів
- Інформаційно-бібліографічний відділ
- Відділ інформаційних технологій та комп’ютерного забезпечення
- Відділ комплектування та наукової обробки документів
- Відділ зберігання фондів

## Ресурси

### Електронний архів
Репозиторій ХНТУСГ Open Archive KhNTUA, розроблений і підтримуваний бібліотекою, покликаний забезпечити накопичення, систематизацію, зберігання, онлайн-пошук інтелектуальних робіт і результатів наукових досліджень, створених університетськими спільнотами ХНТУСГ та поширення цих матеріалів у світовому науковому просторі.

### Автоматизація та ІКТ
Інформаційний потенціал Бібліотеки реалізується за допомогою активного впровадження інформаційно-комунікаційних технологій, завдяки яким з 1996 року ведеться електронний каталог, який нині має 9 баз даних для користувачів і 4 службові бази даних; створено електронну бібліотеку навчальних і навчально-методичних видань викладачів; автоматизовано процеси обробки документів і обслуговування користувачів. Організовано роботу інституційного репозиторію Open Archive KhNTUA; налагоджено роботу в корпоративних загальноукраїнських проектах провідних бібліотек України з можливістю виходу в глобальні інформаційні мережі «Наукова періодика України» та «Україніка наукова»; сформовано науково-інформаційну систему вторинних ресурсів в вигляді бібліографічної і біобібліографічної продукції (покажчики друкованих праць співпрацівників ХНТУСГ серії "Біобібліографія вчених ХНТУСГ" та цикл он-лайн покажчиків "Науковці нашого університету"); проводиться інформаційно-аналітичний моніторинг і бібліометричний аналіз публікаційної активності викладачів та надається он-лайн доступ до вітчизняних і світових ресурсів.

## Відзнаки та нагороди
- Почесна грамота за активну участь в житті університету і в зв'язку з 70-річчям з дня заснування бібліотеки (2000);
- Грамота за активну участь у проведенні семінару «Сучасні аспекти діяльності сільськогосподарських бібліотек» (14.05.09 р.), організованного для Методичного об'єднання сільськогосподарських бібліотек Харківського регіону (2009);
- Подяка за відданість бібліотечній справі, активну участь у різних заходах АСІБТ, розвиток інформаційних технологій, впровадження іноваційних ідей, щоденну старанну працю (2010)
- Подяка за багаторічну сумлінну працю, високий професіоналізм, вагомий внесок у справу підготовки висококваліфікованих кадрів для агропромислового комплексу України та з нагоди 80-річчя з дня заснування бібліотеки (2010);
- Подяка за участь в обласній соціально-культурній акції «Молодь читає - Харківщина процвітає» з нагоди Всеукраїнського дня бібліотек (2017);
- Почесна грамота за інноваційний підхід і креативність при підготовці та проведенні Всеукраїнської науково-практичної конференції «Бібліотечно-інформаційне середовище як драйвер змін та інновацій в освіті» 24-25 жовтня 2019 (2019)